# تاكورو أوكوياما
تاكورو أوكوياما (باليابانية: 奥山 卓廊) (مواليد 27 أكتوبر 1983)، هو لاعب كرة قدم ياباني سابق كان يلعب كمهاجم.

## وصلات خارجية
- تاكورو أوكوياما على موقع رابطة كرة القدم اليابانية للمحترفين (اليابانية)